# Tchekaline
Tchekaline (en russe : Чека́лин) est une ville de l'oblast de Toula, en Russie, dans le raïon de Souvorov. Sa population s'élevait à 985 habitants en 2013, ce qui en fait la seconde plus petite ville de Russie.

## Géographie
Tchekaline est située sur la rive gauche de la rivière Oka, à 89 km de Toula et à 205 km au sud-ouest de Moscou.

## Histoire
La première mention de Tchekaline se trouve dans un document datant de 1565, dans lequel elle porte le nom de Likhvine (Лихвин). Elle reçut le statut de ville en 1776 et fut renommée en 1944 en l'honneur d'un partisan soviétique, Alexandre Tchekaline, qui y avait été exécuté le 6 novembre 1941 et fut un Héros de l'Union soviétique.

## Population
Tchekaline est la deuxième plus petite ville (gorod) de Russie par sa population et devrait bientôt être la première, car on s'attend à ce que la plus petite ville, Magas, qui est la nouvelle capitale de la république d'Ingouchie, se développe.
Recensements (*) ou estimations de la population
| 1897* | 1926* | 1939* | 1959* | 1970* | 1979* |
| ----- | ----- | ----- | ----- | ----- | ----- |
| 1 612 | 1 834 | 2 400 | 2 208 | 2 085 | 1 725 |

| 1989* | 2002* | 2010* | 2012 | 2013 | 2014 |
| ----- | ----- | ----- | ---- | ---- | ---- |
| 1 319 | 1 151 | 994   | 979  | 985  | -    |